# Vellinge
 Denne artikel omhandler byen Vellinge. Der er også andre byer med dette navn, se Vellinge (Nordfyns Kommune).
Vellinge (dansk og ældre svensk Hvellinge) er en by med cirka 6.100 indbyggere i det vestlige Skåne, hovedby i Vellinge kommun, Skåne län, Sverige. Byen ligger omtrent 12 kilometer syd for Malmø (i metropolregionen Stormalmø).